# Sakalatburto k'lubi Dinamo Tbilisi
Il Sakalatburto k'lubi Dinamo Tbilisi (in georgiano საკალათბურთო კლუბი დინამო თბილისი?) noto più comunemente come Dinamo Tbilisi  è una squadra di pallacanestro avente sede a Tbilisi, in Georgia; è la sezione cestistica dell'omonima polisportiva. Fondata nel 1934, Gioca le partite interne presso il Tbilisi Sports Palace.

## Palmarès
Nel corso della sua storia la Dinamo Tbilisi ha vinto la Coppa dei Campioni nel 1961-1962, oltre a 4 campionati sovietici e 3 Coppe sovietiche. Con la scomparsa dell'URSS prende parte alla Georgian Super Liga, che ha vinto in 4 occasioni (1991, 1992, 2003, 2014). Nel suo palmarès figura anche la Coppa di Georgia vinta nel 2004 e nel 2015.

### Competizioni nazionali
- Campionato sovietico: 4

1950, 1953, 1954, 1967-1968
- Coppa dell'URSS: 3 (record condiviso con il CSKA Moskva)

1949, 1950, 1969
- Campionato georgiano: 6

1990-91, 1991-92, 2002-03, 2013-14, 2016-17, 2017-18
- Coppa di Georgia di pallacanestro maschile: 3

2004, 2015, 2016
- Supercoppa di Georgia: 2

2016, 2017

### Competizioni internazionali
- Eurolega: 1

1961-62